# День солидарности азербайджанцев всего мира
День солидарности азербайджанцев всего мира (азерб. Dünya azərbaycanlılarının həmrəyliyi günü) — был впервые объявлен 16 декабря 1991 года Гейдаром Алиевым, в то время занимавшим пост председателя Верховного Меджлиса Нахичеванской Автономной Республики, после чего он стал национальным праздником всего азербайджанского народа. Отмечается 31 декабря.
31 декабря 1989 года на территории Нахичеванской АССР толпы людей разрушили советско-иранскую границу. Тысячи азербайджанцев пересекли реку Аракс, воодушевлённые первой за долгие десятилетия возможностью братания со своими соотечественниками в Иране. В тот же день в Стамбуле открылся первый в истории Всемирный Конгресс азербайджанцев. Эти два события послужили причиной для объявления 31 декабря Днём солидарности азербайджанцев всего мира.
Численность азербайджанцев в мире оценивается в несколько десятков миллионов, большинство из которых проживает за пределами Азербайджанской республики, в таких государствах как: Иран, Турция, Россия, Грузия, Германия, Франция, Великобритания, США, Украина, в ряде стран СНГ и в Скандинавских странах. Самая крупная азербайджанская ирредента (не менее 15,5 млн.) проживает в Иране.
Основную идею Дня Национальной Солидарности азербайджанцев мира составляет Единство и Солидарность азербайджанцев мира, государственность Азербайджана, уважение к национально-духовным ценностям нашего народа, чувства и идеи, связанные с принадлежностью к азербайджанскому народу, привязанностью к исторической родине.- Президент Азербайджана Ильхам Алиев